# Rio Oise
O rio Oise ou rio Esa, em sua forma aportuguesada, é um afluente do rio Sena, com 302 km de extensão. Nasce na província de Hainaut, Bélgica, ao sul da cidade de Chimay. Após aproximadamente 20 km o Oise cruza a fronteira com a França, seguindo até desaguar no rio Sena em Conflans-Sainte-Honorine, próximo a Paris. O seu principal afluente é o rio Aisne. Dá nome aos departamentos franceses de Oise e Val-d'Oise.
Na França, o Oise corta os seguintes departamentos e cidades:
- Aisne: Hirson, Guise, Chauny
- Esa: Noyon, Compiègne, Creil
- Vale do Esa: Auvers-sur-Oise, Cergy-Pontoise
- Yvelines: Conflans-Sainte-Honorine

Afluentes do Esa:
- Margem direita
  - rio Noirieu
  - rio Divette
  - rio Matz ou rio Mas
  - rio Aronde
  - rio Brèche
  - rio Thérain

- Margem esquerda
  - rio Gland
  - rio Thon
  - rio Serre
  - rio Ru de Servais
  - rio Aisne
  - rio Automne
  - rio Nonette
  - rio Thève